# Peucedanum oligophyllum
Peucedanum oligophyllum är en flockblommig växtart som beskrevs av Vandas. Peucedanum oligophyllum ingår i släktet siljor, och familjen flockblommiga växter. Inga underarter finns listade i Catalogue of Life.